# Beurlay
Beurlay est une commune du Sud-Ouest de la France, située dans le département de la Charente-Maritime (région Nouvelle-Aquitaine).
Ses habitants sont appelés les Beurlaisiens et les Beurlaisiennes.

## Géographie
La commune de Beurlay se situe dans le centre du département de la Charente-Maritime, dans l'ancienne province de Saintonge. Appartenant au Midi de la France — on parle plus précisément de « Midi atlantique », au cœur de l'arc atlantique, elle est partie intégrante du Grand Sud-Ouest français, et est parfois également incluse dans un Grand Ouest.

### Communes limitrophes
| Trizay           | La Vallée             |                         |
| Sainte-Radegonde | Beurlay               | Romegoux                |
|                  | Pont-l'Abbé-d'Arnoult | Saint-Sulpice-d'Arnoult |

## Urbanisme

### Typologie
Au 1er janvier 2024, Beurlay est catégorisée commune rurale à habitat dispersé, selon la nouvelle grille communale de densité à 7 niveaux définie par l'Insee en 2022.
Elle est située hors unité urbaine. Par ailleurs la commune fait partie de l'aire d'attraction de Rochefort, dont elle est une commune de la couronne,. Cette aire, qui regroupe 33 communes, est catégorisée dans les aires de 50 000 à moins de 200 000 habitants,.

### Occupation des sols
L'occupation des sols de la commune, telle qu'elle ressort de la base de données européenne d’occupation biophysique des sols Corine Land Cover (CLC), est marquée par l'importance des territoires agricoles (81,8 % en 2018), en diminution par rapport à 1990 (83,7 %). La répartition détaillée en 2018 est la suivante : 
terres arables (65,8 %), zones agricoles hétérogènes (15,8 %), forêts (13,4 %), zones urbanisées (4,8 %), prairies (0,2 %). L'évolution de l’occupation des sols de la commune et de ses infrastructures peut être observée sur les différentes représentations cartographiques du territoire : la carte de Cassini (XVIIIe siècle), la carte d'état-major (1820-1866) et les cartes ou photos aériennes de l'IGN pour la période actuelle (1950 à aujourd'hui).

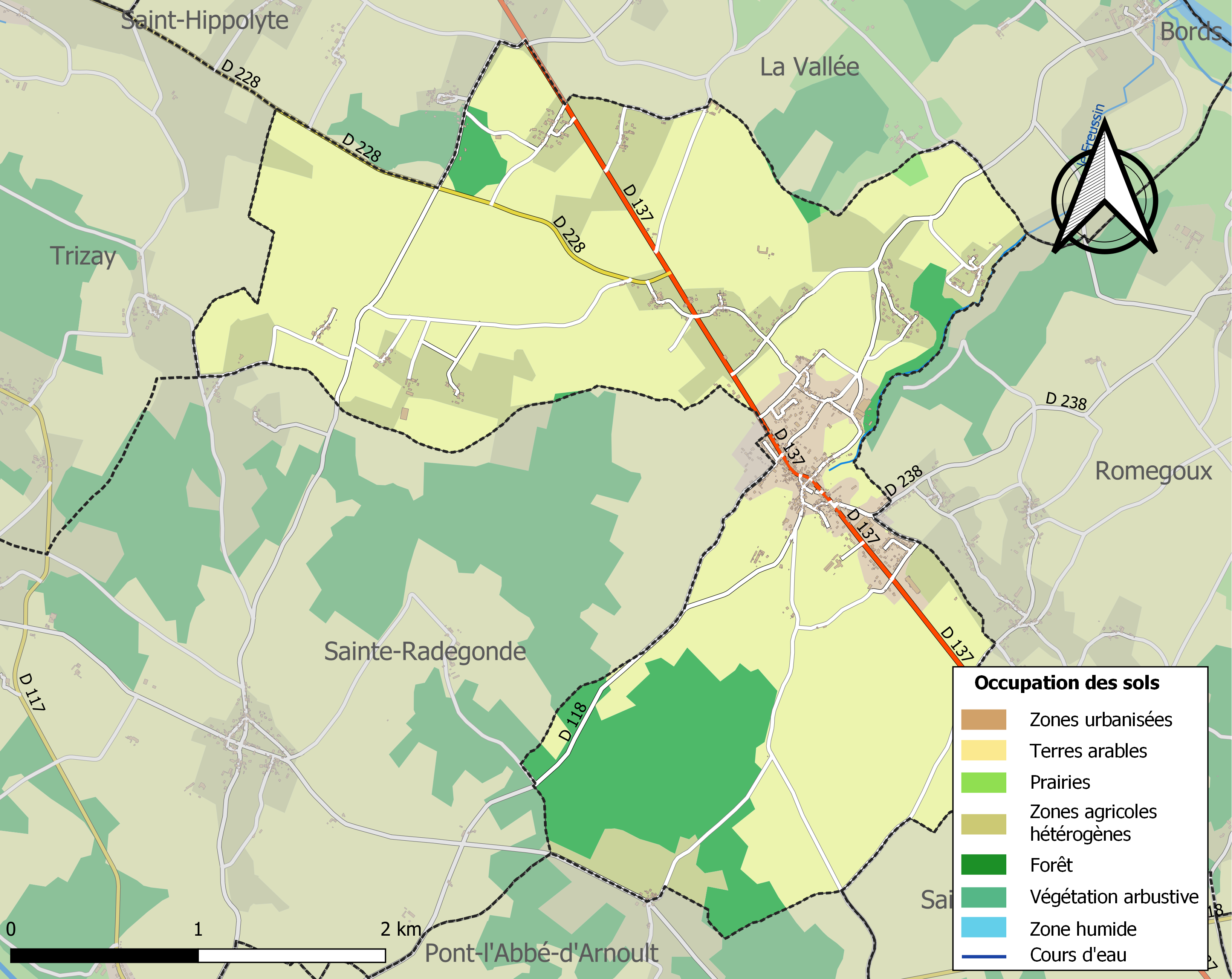
Carte des infrastructures et de l'occupation des sols de la commune en 2018 (CLC).

### Risques majeurs
Le territoire de la commune de Beurlay est vulnérable à différents aléas naturels : météorologiques (tempête, orage, neige, grand froid, canicule ou sécheresse), inondations, mouvements de terrains et séisme (sismicité modérée). Il est également exposé à un risque technologique, le transport de matières dangereuses. Un site publié par le BRGM permet d'évaluer simplement et rapidement les risques d'un bien localisé soit par son adresse soit par le numéro de sa parcelle.

#### Risques naturels
Certaines parties du territoire communal sont susceptibles d’être affectées par le risque d’inondation par débordement de cours d'eau. La commune a été reconnue en état de catastrophe naturelle au titre des dommages causés par les inondations et coulées de boue survenues en 1982, 1999 et 2010,.

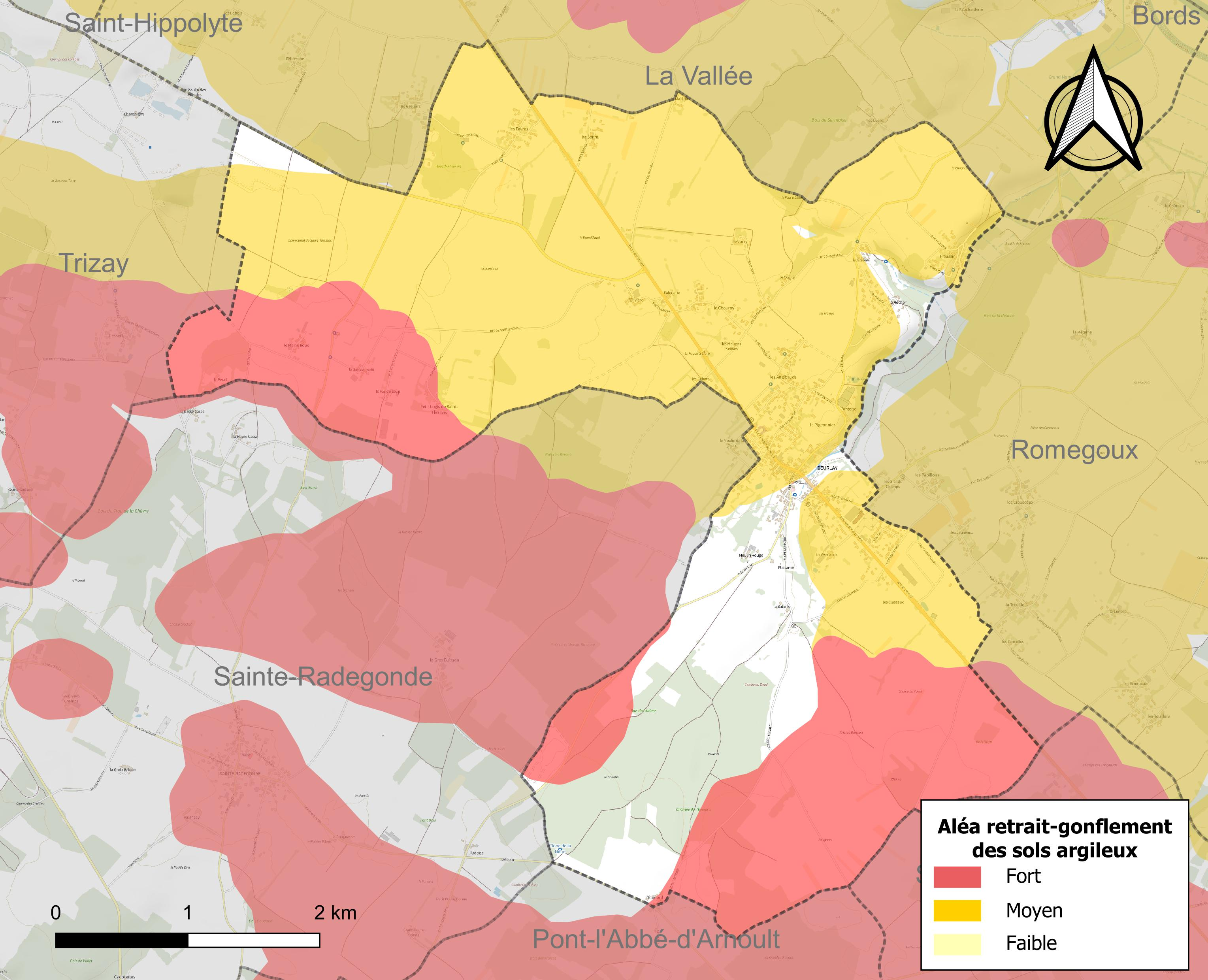
Carte des zones d'aléa retrait-gonflement des sols argileux de Beurlay.

Les mouvements de terrains susceptibles de se produire sur la commune sont des tassements différentiels.
Le retrait-gonflement des sols argileux est susceptible d'engendrer des dommages importants aux bâtiments en cas d’alternance de périodes de sécheresse et de pluie. 82,1 % de la superficie communale est en aléa moyen ou fort (54,2 % au niveau départemental et 48,5 % au niveau national). Sur les 460 bâtiments dénombrés sur la commune en 2019, 413 sont en aléa moyen ou fort, soit 90 %, à comparer aux 57 % au niveau départemental et 54 % au niveau national. Une cartographie de l'exposition du territoire national au retrait gonflement des sols argileux est disponible sur le site du BRGM,.
Par ailleurs, afin de mieux appréhender le risque d’affaissement de terrain, l'inventaire national des cavités souterraines permet de localiser celles situées sur la commune.
Concernant les mouvements de terrains, la commune a été reconnue en état de catastrophe naturelle au titre des dommages causés par la sécheresse en 2009 et par des mouvements de terrain en 1999 et 2010.

#### Risques technologiques
Le risque de transport de matières dangereuses sur la commune est lié à sa traversée par une ou des infrastructures routières ou ferroviaires importantes ou la présence d'une canalisation de transport d'hydrocarbures. Un accident se produisant sur de telles infrastructures est susceptible d’avoir des effets graves sur les biens, les personnes ou l'environnement, selon la nature du matériau transporté. Des dispositions d’urbanisme peuvent être préconisées en conséquence.

## Toponymie
D'après Ernest Nègre, le nom du bourg de Beurlay provient du nom de personne Borellus, et du suffixe -acum.

## Histoire
Par ordonnance du 11 novembre 1824, Beurlay absorbe une partie de la commune de L'Houmée (l'autre partie revenant à La Vallée) et celle de Saint-Thomas-du-Bois.

## Administration

### Liste des maires
| Période                                  | Période  | Identité         | Étiquette | Qualité         |
| ---------------------------------------- | -------- | ---------------- | --------- | --------------- |
| 2001                                     | 2008     | Jean Boursiquot  |           |                 |
| 2008                                     | En cours | Gérard Gandauber | DVD       | Agent technique |
| Les données manquantes sont à compléter. |          |                  |           |                 |

## Population et société

### Évolution démographique
L'évolution du nombre d'habitants est connue à travers les recensements de la population effectués dans la commune depuis 1793. Pour les communes de moins de 10 000 habitants, une enquête de recensement portant sur toute la population est réalisée tous les cinq ans, les populations de référence des années intermédiaires étant quant à elles estimées par interpolation ou extrapolation. Pour la commune, le premier recensement exhaustif entrant dans le cadre du nouveau dispositif a été réalisé en 2007.

En 2022, la commune comptait 1 003 habitants, en évolution de −2,81 % par rapport à 2016 (Charente-Maritime : +4,04 %, France hors Mayotte : +2,11 %).
| 1793 | 1800 | 1806 | 1821 | 1831 | 1836 | 1841 | 1846 | 1851 |
| ---- | ---- | ---- | ---- | ---- | ---- | ---- | ---- | ---- |
| 139  | 116  | 105  | 176  | 510  | 548  | 607  | 664  | 665  |

| 1856 | 1861 | 1866 | 1872 | 1876 | 1881 | 1886 | 1891 | 1896 |
| ---- | ---- | ---- | ---- | ---- | ---- | ---- | ---- | ---- |
| 715  | 705  | 722  | 731  | 706  | 630  | 630  | 662  | 616  |

| 1901 | 1906 | 1911 | 1921 | 1926 | 1931 | 1936 | 1946 | 1954 |
| ---- | ---- | ---- | ---- | ---- | ---- | ---- | ---- | ---- |
| 592  | 614  | 672  | 538  | 558  | 554  | 584  | 551  | 597  |

| 1962 | 1968 | 1975 | 1982 | 1990 | 1999 | 2006 | 2007 | 2012  |
| ---- | ---- | ---- | ---- | ---- | ---- | ---- | ---- | ----- |
| 612  | 604  | 573  | 652  | 731  | 756  | 937  | 962  | 1 002 |

| 2017  | 2022  | - | - | - | - | - | - | - |
| ----- | ----- | - | - | - | - | - | - | - |
| 1 034 | 1 003 | - | - | - | - | - | - | - |

#### Pyramide des âges
La population de la commune est relativement jeune.
En 2018, le taux de personnes d'un âge inférieur à 30 ans s'élève à 33,6 %, soit au-dessus de la moyenne départementale (29 %). À l'inverse, le taux de personnes d'âge supérieur à 60 ans est de 28,7 % la même année, alors qu'il est de 34,9 % au niveau départemental.
En 2018, la commune comptait 511 hommes pour 519 femmes, soit un taux de 50,39 % de femmes, légèrement inférieur au taux départemental (52,15 %).
Les pyramides des âges de la commune et du département s'établissent comme suit.
| Hommes | Classe d’âge | Femmes |
| ------ | ------------ | ------ |
| 0,8    | 90 ou +      | 0,4    |
| 6,6    | 75-89 ans    | 7,1    |
| 21,0   | 60-74 ans    | 21,5   |
| 18,8   | 45-59 ans    | 18,2   |
| 18,6   | 30-44 ans    | 20,0   |
| 14,6   | 15-29 ans    | 11,8   |
| 19,7   | 0-14 ans     | 21,1   |

| Hommes | Classe d’âge | Femmes |
| ------ | ------------ | ------ |
| 1,1    | 90 ou +      | 2,6    |
| 10,1   | 75-89 ans    | 12,6   |
| 22     | 60-74 ans    | 23,2   |
| 20,1   | 45-59 ans    | 19,7   |
| 16,1   | 30-44 ans    | 15,6   |
| 15,2   | 15-29 ans    | 12,7   |
| 15,4   | 0-14 ans     | 13,6   |

## Lieux et monuments
- Église Sainte-Madeleine de Beurlay

## Personnalités liées à la commune

Pâtisserie Beurlay.

En 1848, la famille Barraud crée la pâtisserie Beurlay, produisant les célèbres galettes de Beurlay, qui verra 4 générations se succéder à la tête de cette entreprise emblématique de la commune. Une trentaine de personnes y travaillent toujours.
- André Chabanne est un résistant (alias « Blanqui ») et homme politique français, décédé le 12 février 1963 à Beurlay.

## Jumelage
Beurlay est jumelée à Burley (Hampshire, Royaume-Uni).

## Galerie d'images

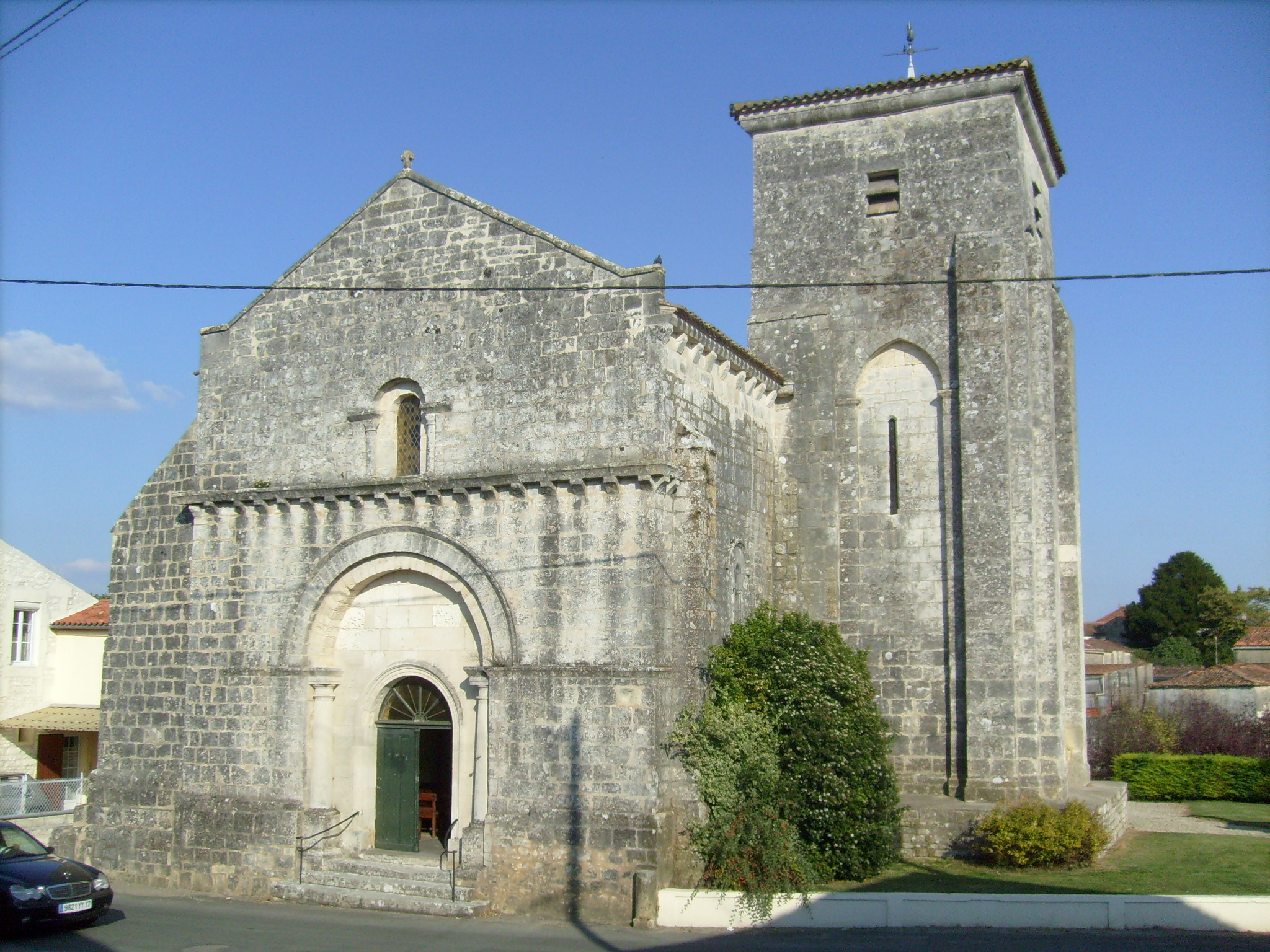
Église Sainte-Madeleine.
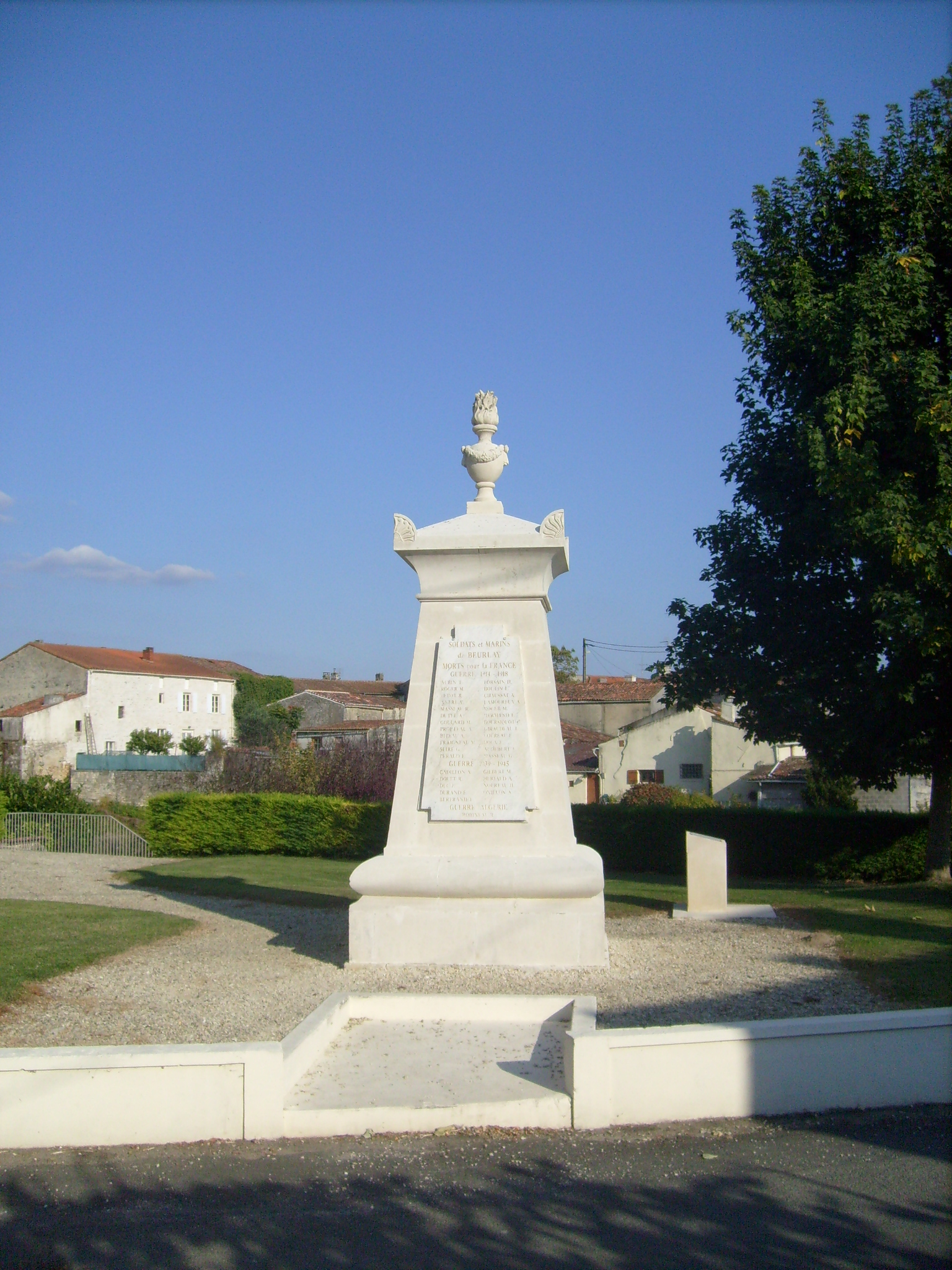
Monuments aux morts.
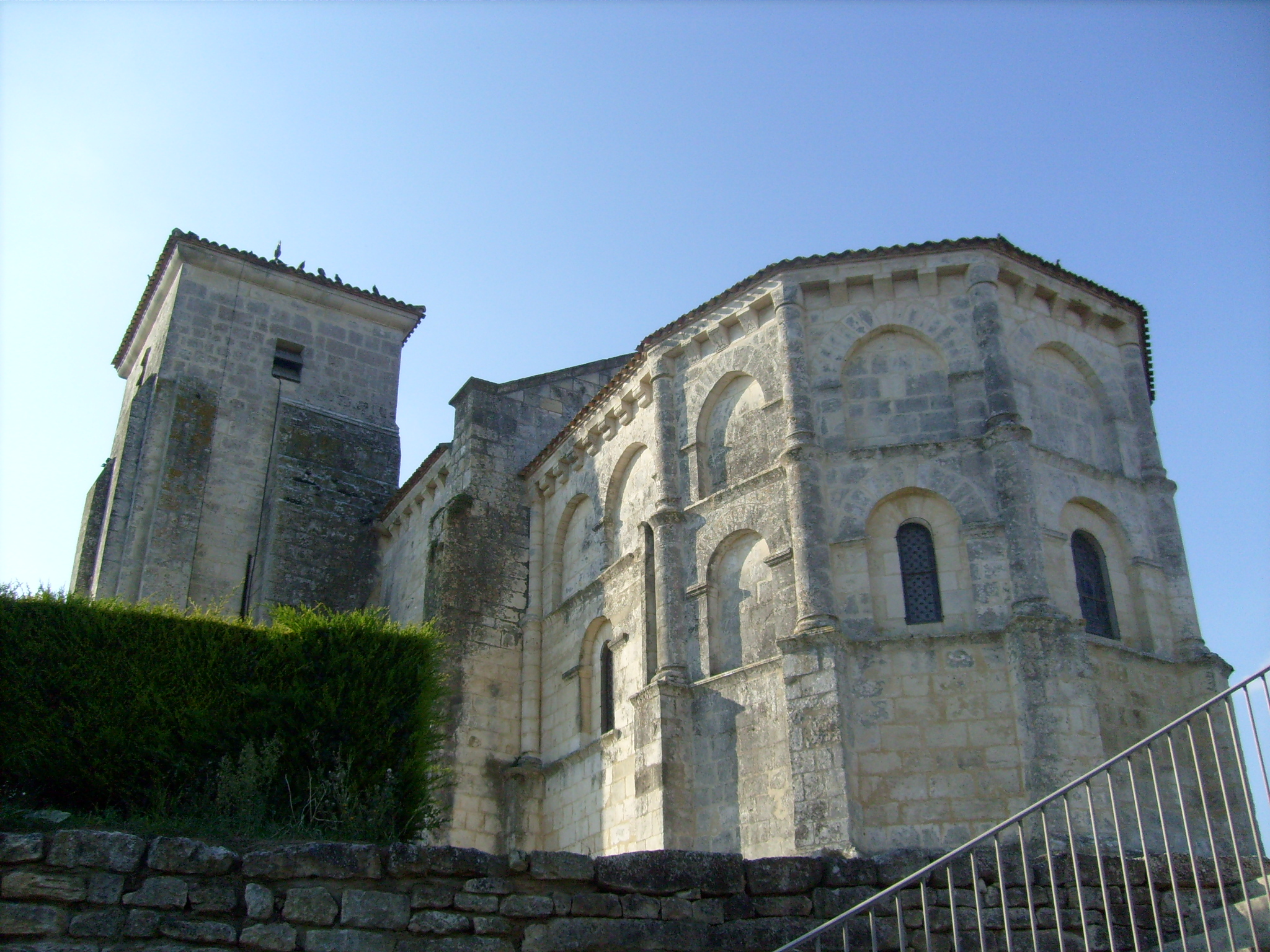
Chevet de l'église romane.
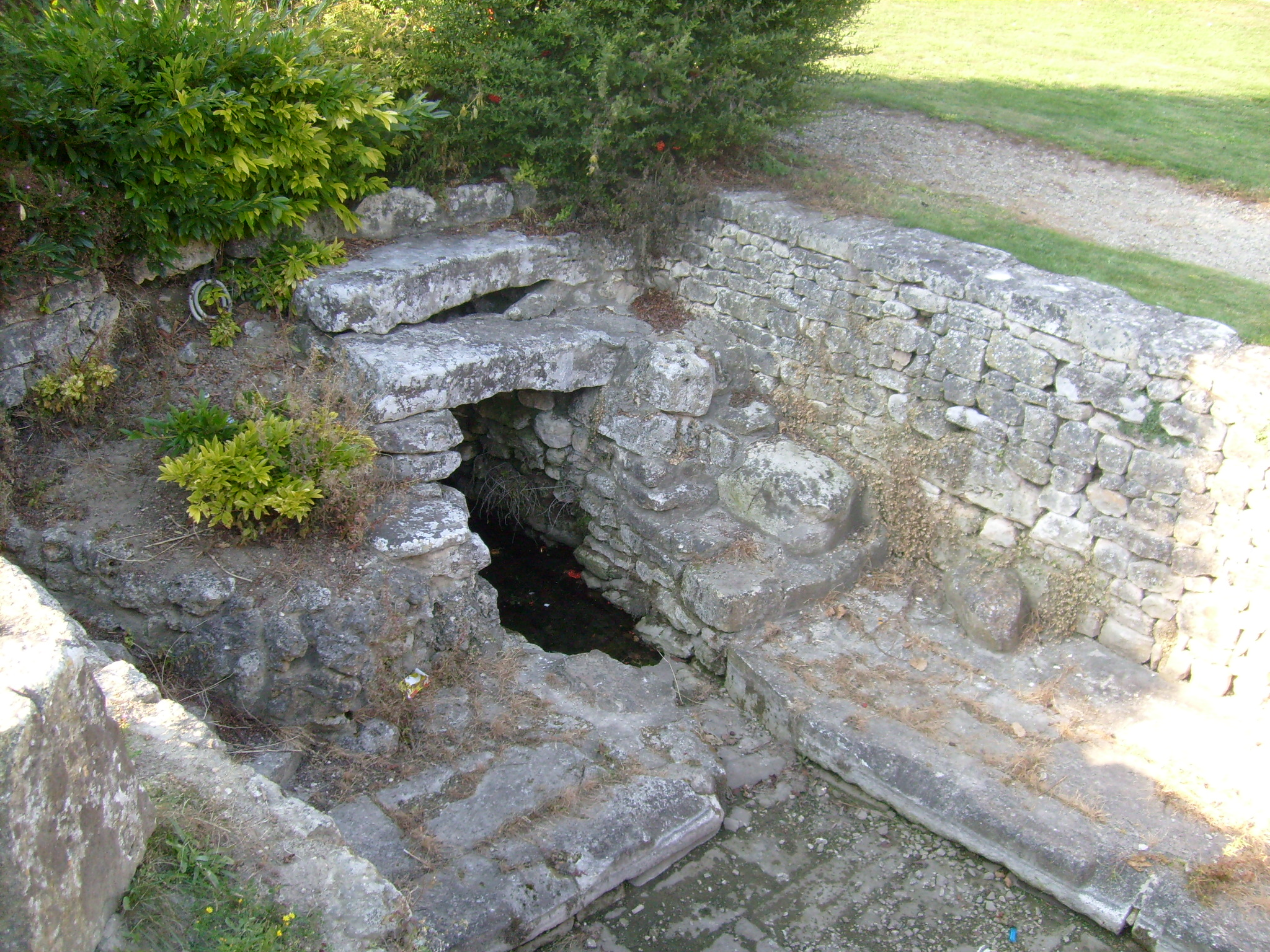
Fontaine de Beurlay.

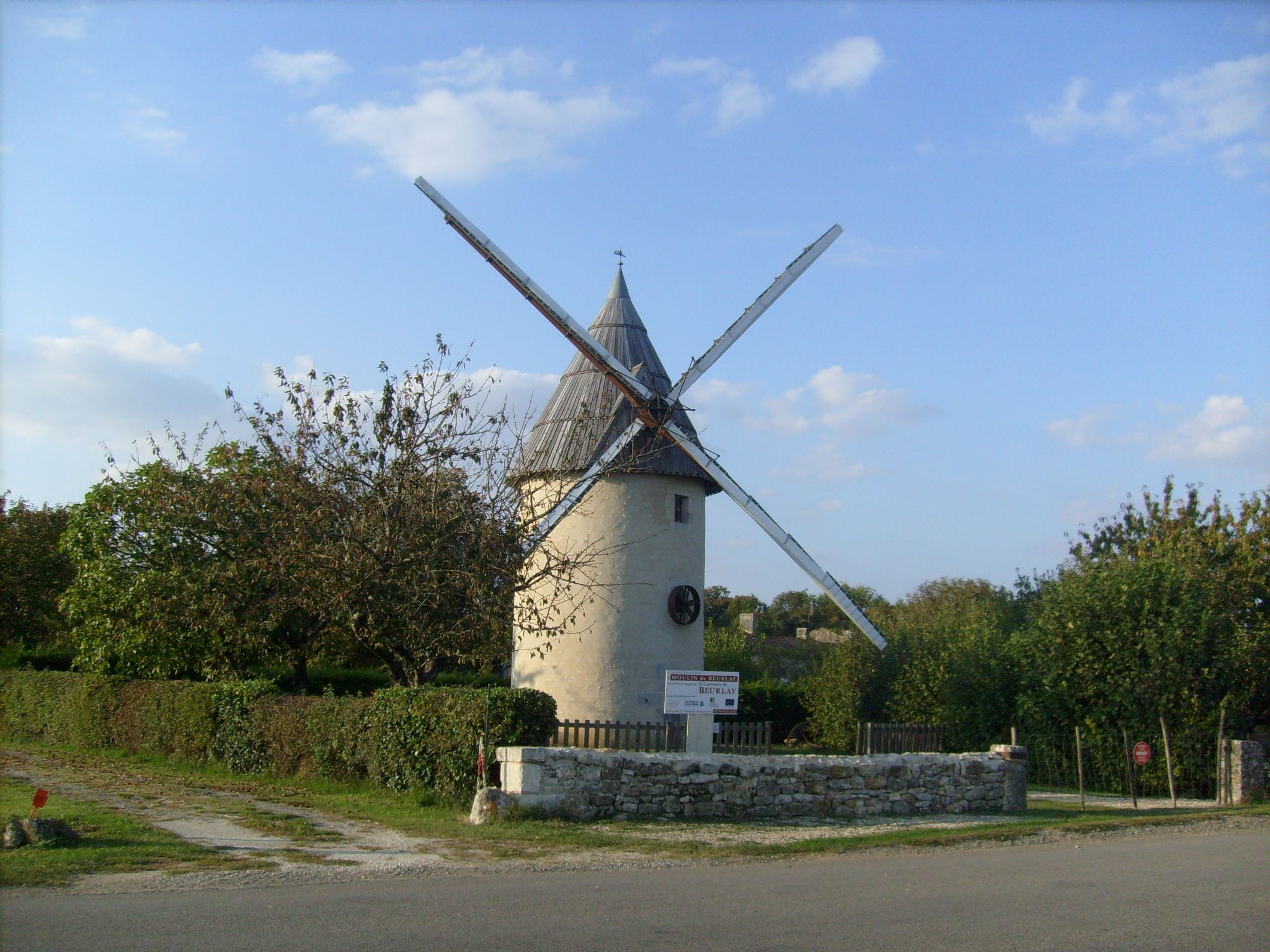
Moulin de Beurlay.
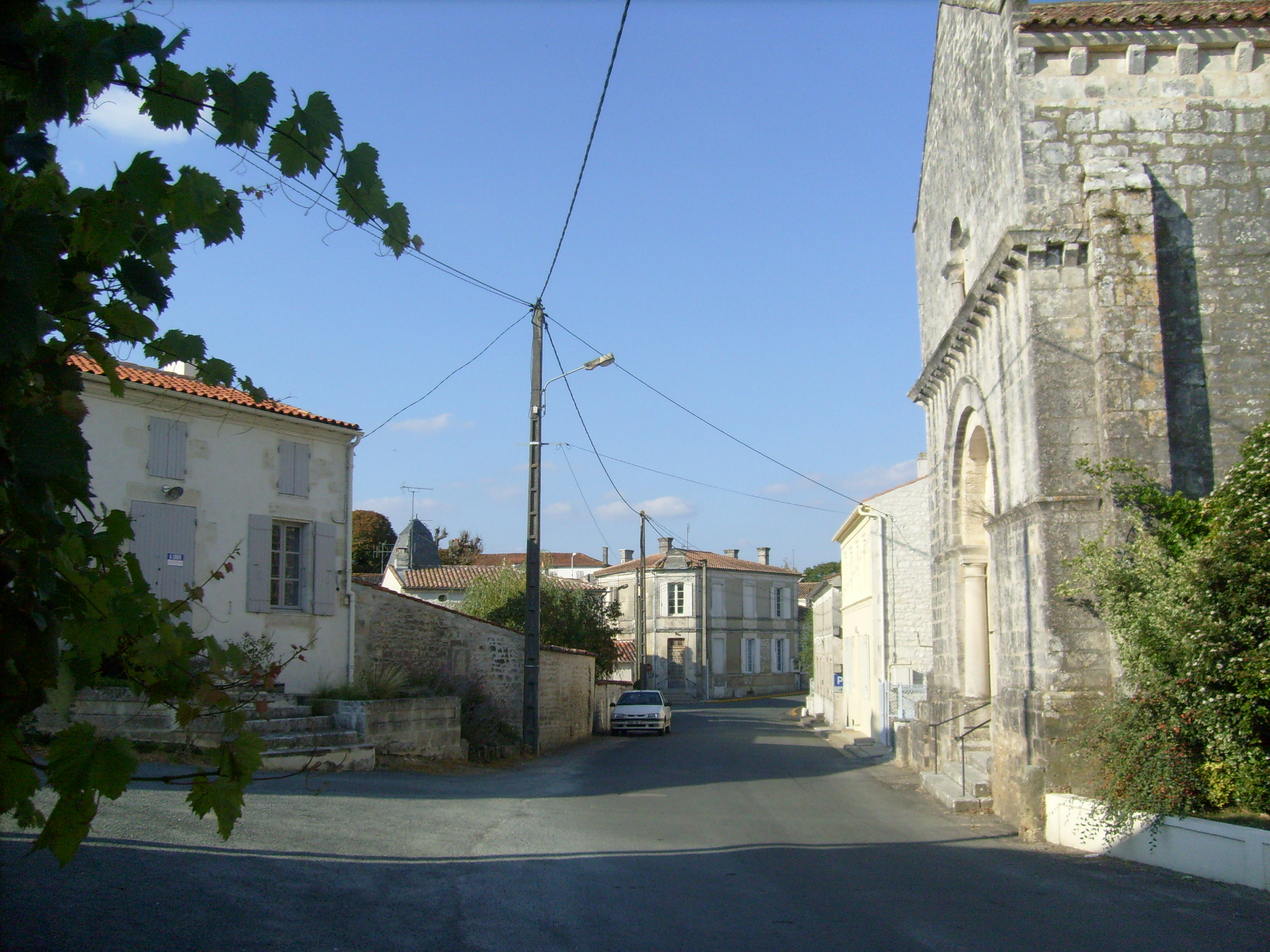
La rue de l'Église.
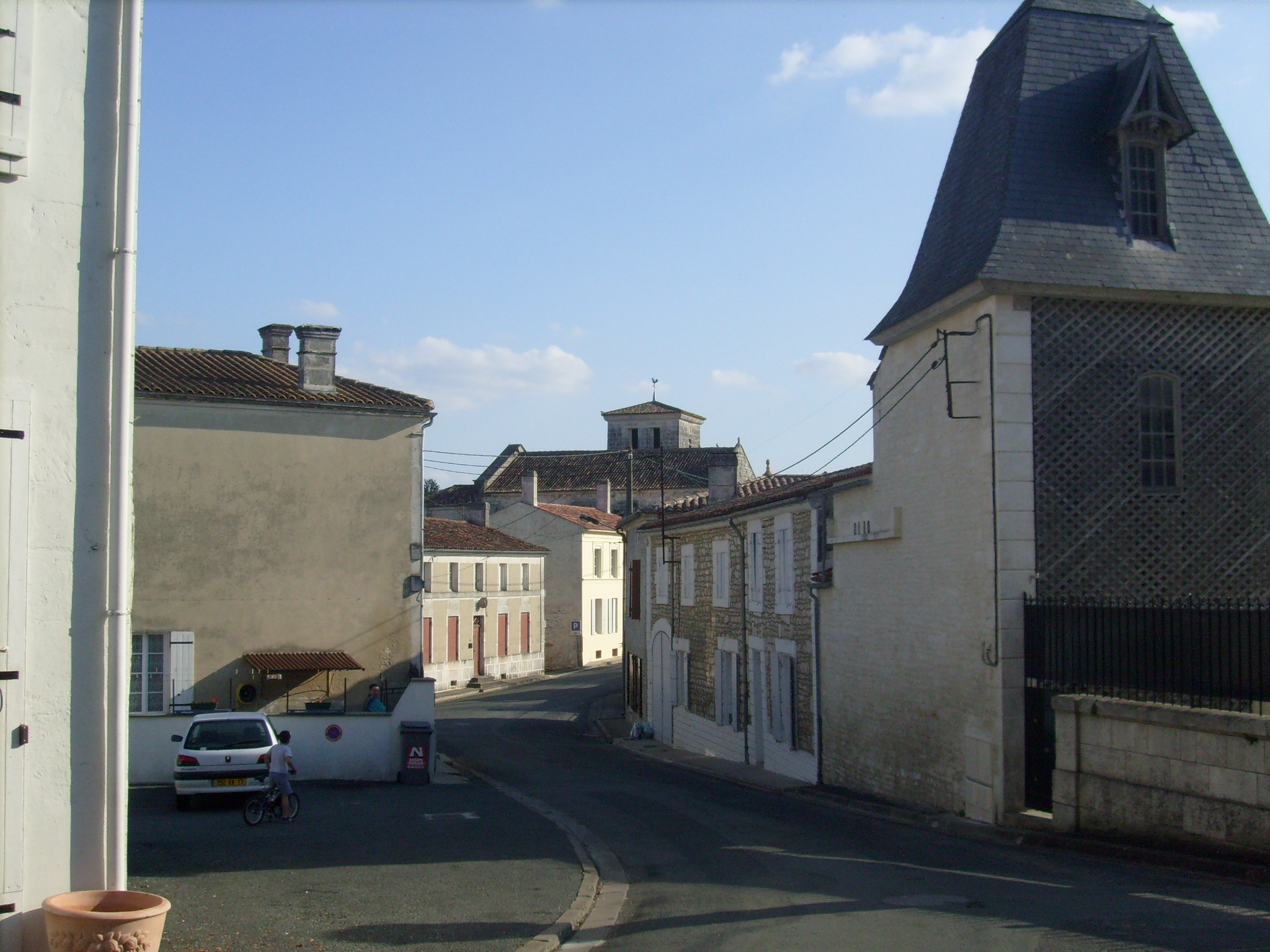
Le centre de Beurlay.
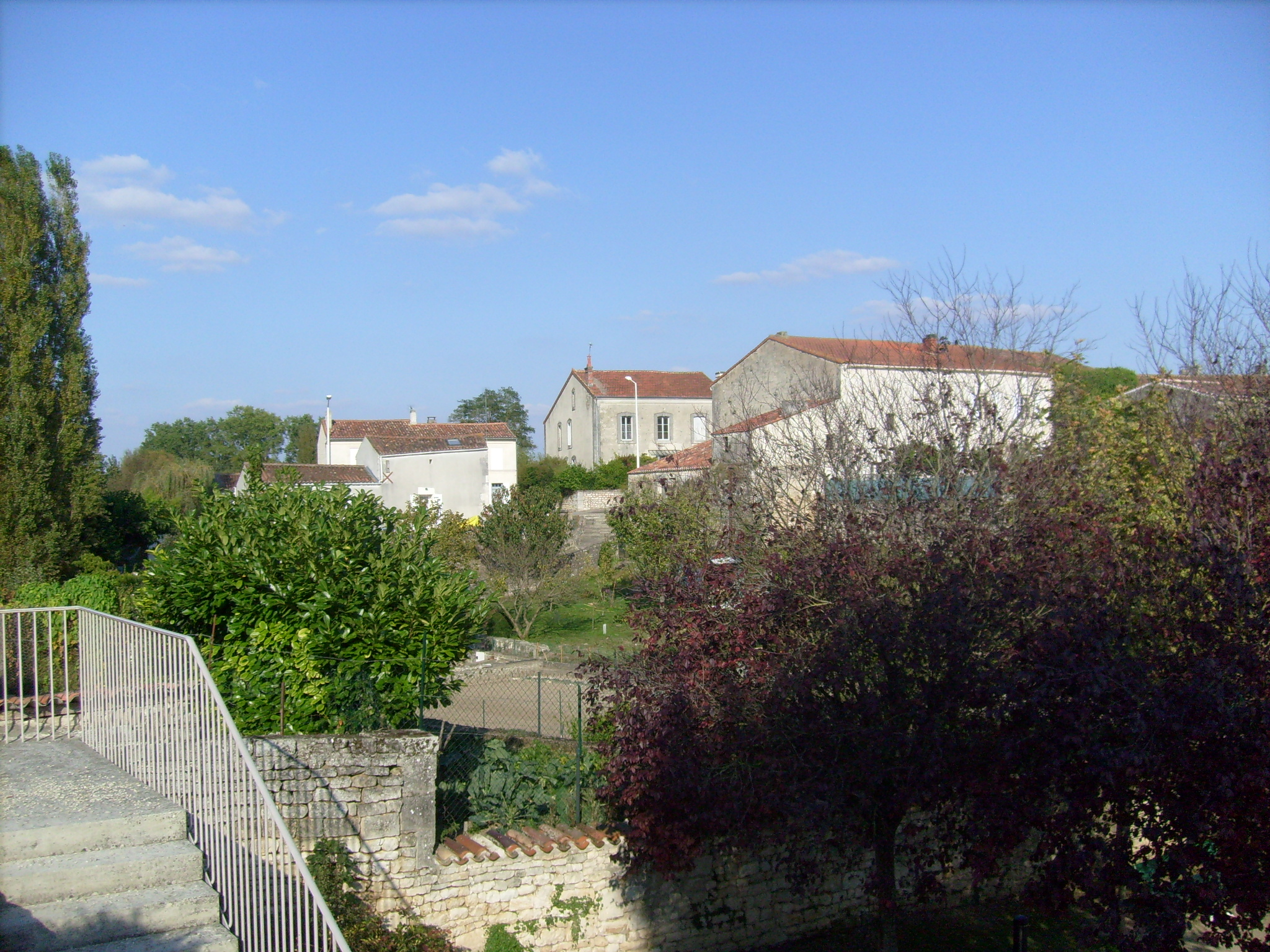
Jardins de Beurlay.